# Liste der Baudenkmale in Poseritz
In der Liste der Baudenkmale in Poseritz sind alle Baudenkmale der Gemeinde Poseritz (Landkreis Vorpommern-Rügen) und ihrer Ortsteile aufgelistet. Grundlage ist die Veröffentlichung der Denkmalliste des Landkreises Vorpommern-Rügen, Auszug aus der Kreisdenkmalliste vom August 2015.

## Poseritz
| ID  | Lage                          | Bezeichnung                     | Beschreibung | Bild           |
| --- | ----------------------------- | ------------------------------- | ------------ | -------------- |
| 492 | Lindenstraße (Karte)          | Kirche „St. Maria“              |              | Weitere Bilder |
| 495 | Lindenstraße (Karte)          | Kriegerdenkmal 1914/18 mit Park |              |                |
| 493 | Lindenstraße 1 (Karte)        | Pfarrhaus                       |              |                |
| 493 | Lindenstraße 1 (Karte)        | Pfarrgarten                     |              |                |
| 494 | Lindenstraße 19 (Karte)       | Ehem. Pfarrwitwenhaus           |              |                |
| 496 | Stralsunder Straße 32 (Karte) | Gasthaus                        |              |                |

## Datzow
| ID  | Lage              | Bezeichnung   | Beschreibung | Bild |
| --- | ----------------- | ------------- | ------------ | ---- |
| 209 | Datzow 10 (Karte) | Siedlungshaus |              |      |
| 209 | Datzow 11 (Karte) | Siedlungshaus |              |      |
| 209 | Datzow 14 (Karte) | Siedlungshaus |              |      |
| 209 | Datzow 15 (Karte) | Siedlungshaus |              |      |
| 209 | Datzow 16 (Karte) | Siedlungshaus |              |      |

## Glutzow
| ID  | Lage                | Bezeichnung | Beschreibung | Bild     |
| --- | ------------------- | ----------- | ------------ | -------- |
| 262 | Glutzow Hof (Karte) | Gutshaus    |              | Gutshaus |

## Mellnitz
| ID  | Lage               | Bezeichnung | Beschreibung | Bild |
| --- | ------------------ | ----------- | --- | ---- |
| 434 | Mellnitz 7 (Karte) | Park        | | Park |
| 434 | Mellnitz 7 (Karte) | Gutshaus    | 1.gesch., 9-achs., sanierter Putzbau von um 1830 mit Krüppelwalm und 2-gesch., 5-achs. Mittelrisalit auf altem Kellergewölbe, kleiner, sanierter Gutspark am Mellnitz-Üselitzer Wiek. |      |

## Neparmitz
| ID  | Lage                         | Bezeichnung                                                  | Beschreibung | Bild           |
| --- | ---------------------------- | ------------------------------------------------------------ | --- | -------------- |
| 451 | Neparmitz (Karte)            | Gutsherrengrabanlage und umgebener Feldsteinmauer (Gutshaus) | 2-gesch. 7-achs., unsanierter Putzbau von um 1860 mit tudorgotischen Elementen und Mezzaningeschoss, Gut u. a. der Familien von Rade (1495), von Ahnen (1558), von Oernstjerna (1648), von Bugenhagen (1730), von Usedom (1745), von Smiterlöw (1784), Holz (ab 1856 – um 1900) und Wahnschaffe (bis 1945). | Weitere Bilder |
| 451 | Neparmitz 15, 16, 17 (Karte) | Park (Gutshaus)                                              | |                |
| 451 | Neparmitz 15, 16, 17 (Karte) | Gutshaus                                                     | |                |

## Puddemin
| ID  | Lage                | Bezeichnung                                                 | Beschreibung | Bild |
| --- | ------------------- | ----------------------------------------------------------- | ------------ | ---- |
| 857 | Puddemin 10 (Karte) | Hofanlage mit Wohnhaus, Stallscheune und einem Nebengebäude |              |      |
| 892 | Puddemin 15 (Karte) | Wegewärterhaus und Stallgebäude                             |              |      |

## Renz
| ID  | Lage              | Bezeichnung                     | Beschreibung | Bild |
| --- | ----------------- | ------------------------------- | --- | ---- |
| 623 | (Karte)           | Gutsanlage                      | Sanierter, mehrfach umgebauter, 2-gesch. Putzbau von 1582 oder 1603 mit Krüppelwalm und rundem Turmvorbau (früher zwei) sowie einem Seitenflügel von um 1870, 2-gesch. Verwalterhaus als Backsteinbau mit zwei Seitenflügel. |      |
| 623 | Renz (Karte)      | Parkrest (Gutsanlage)           | |      |
| 623 | Renz (Karte)      | Gepflasterte Zufahrt            | |      |
| 623 | Renz 2 (Karte)    | Verwaltungsgebäude (Gutsanlage) | |      |
| 623 | Renz 4, 5 (Karte) | Gutshaus                        | |      |

## Swantow
| ID  | Lage              | Bezeichnung                                                              | Beschreibung | Bild                                                                     |
| --- | ----------------- | ------------------------------------------------------------------------ | ------------ | ------------------------------------------------------------------------ |
| 896 | Swantow (Karte)   | Transformatorenhaus                                                      |              | Transformatorenhaus                                                      |
| 897 | Swantow (Karte)   | Lindenallee                                                              |              |                                                                          |
| 749 | Swantow 1 (Karte) | Pfarrhaus (Pfarrhof)                                                     |              |                                                                          |
| 749 | Swantow 1 (Karte) | Pfarrhof mit Pfarrhaus, Stall und Garten                                 |              |                                                                          |
| 749 | Swantow 1 (Karte) | Stall (Pfarrhof)                                                         |              |                                                                          |
| 749 | Swantow 1 (Karte) | Garten (Pfarrhof)                                                        |              |                                                                          |
| 746 | Swantow 3 (Karte) | Kirche                                                                   |              | Weitere Bilder                                                           |
| 747 | Swantow 3 (Karte) | Kirchhof mit Grabkapelle (Leichenhalle), Grabkreuzen und Kalksteinstelen |              | Kirchhof mit Grabkapelle (Leichenhalle), Grabkreuzen und Kalksteinstelen |
| 748 | Swantow 3 (Karte) | Kriegerdenkmal 1914/18, Kirchhof                                         |              | Kriegerdenkmal 1914/18, Kirchhof                                         |
| 750 | Swantow 5 (Karte) | Wohnhaus (Pfarrwitwenhaus) – ehem. Schule                                |              |                                                                          |

## Üselitz
| ID  | Lage              | Bezeichnung | Beschreibung | Bild           |
| --- | ----------------- | ----------- | ------------ | -------------- |
| 765 | Üselitz 2 (Karte) | Herrenhaus  |              | Weitere Bilder |
| 765 | Üselitz 2 (Karte) | Restpark    |              | Restpark       |

## Wulfsberg
| ID  | Lage             | Bezeichnung | Beschreibung | Bild |
| --- | ---------------- | ----------- | ------------ | ---- |
| 823 | Zeiten 1 (Karte) | Gutshaus    |              |      |

## Quelle
- Denkmalliste Landkreis Rügen